# Leclercera dumuzhou
Leclercera dumuzhou es una especie de araña araneomorfa del género Leclercera, familia Psilodercidae. Fue descrita científicamente por Chang & Li en 2020.
Habita en Tailandia. El holotipo femenino mide 1,76 mm.